# Маленькие трагедии (фильм, 2009)
«Маленькие трагедии» — фильм-фантазия режиссёра Ирины Евтеевой на темы произведений Александра Сергеевича Пушкина.
Фильм награждён двумя премиями «Золотой орёл» — за лучшую работу художника-постановщика (Наталья Кочергина) и за лучшую работу художника по костюмам (Лидия Крюкова).

## Актёры

### «Скупой рыцарь»
- Сергей Дрейден — Барон (Скупой рыцарь)
- Александр Ткачёв — Альбер, сын барона
- Константин Воробьёв — Слуга
- Владимир Кошевой — Герцог
- Лев Елисеев — Ростовщик

### «Каменный гость»
- Владимир Аджамов — Дон Гуан
- Фёдор Лавров — Лепорелло
- Елизавета Боярская — Лаура
- Зара Мгоян — Донна Анна, вдова Командора
- Денис Синявский — Дон Карлос, брат Командора
- Юрис Лауциньш — Командор

### «Моцарт и Сальери»
- Алексей Барабаш — Моцарт
- Сергей Дрейден — Сальери
- Юлия Маврина — Констанс, жена Моцарта
- Юрис Лауциньш — Скрипач

## Съёмочная группа
- Авторы сценария:
  - Ирина Евтеева
  - Юрий Кравцов
- Режиссёр-постановщик: Ирина Евтеева
- Аниматор: Ирина Евтеева
- Оператор-постановщик: Генрих Маранджян
- Оператор-постановщик игровых сцен: Валерий Мюльгаут
- Художник-постановщик: Наталья Кочергина
- Художник-постановщик по анимации: Ирина Евтеева
- Композитор: Андрей Сигле
- Хореограф: Владимир Аджамов

## Факты
- Фильм снят при финансовой поддержке Министерства культуры Российской Федерации
- Фильм титрован на английском языке (эпиграфы, титры)